# 戻し交配

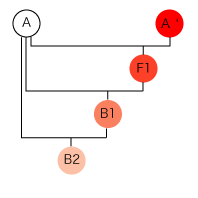
連続戻し交配の模式図
F_{1}と親A、B_{1}と親Aの交配がそれぞれ戻し交配である。

戻し交配（もどしこうはい、英語:backcross）または戻し交雑（もどしこうざつ）とは、交雑で作った雑種または雑種の後代（子孫）に対して、最初の親のうち片方を再び交配することを指す。ある生物の持つ特性を、その特性を持たない別の生物に取り込ませるために行われる交配・交雑。複数回続けて行う場合、全体を連続戻し交配（連続戻し交雑、英語:Linebreeding）という。育種（品種改良）技術の一種。
ある特性を持つ親を一回親（図中のA'）と呼び、その特性を元々は持っていない親を反復親（図中のA）と呼ぶ。一回親に対して反復親を交配し、生まれた子孫に対して反復親を交配する。交配して得られた各世代において、望む特性の遺伝子を持った個体を選んで次の戻し交配する必要がある。
導入する特性は優性遺伝子支配・劣性遺伝子支配のどちらでもよい。優性遺伝子支配の場合は交雑各世代で表現型による選抜を行うことが可能である。劣性遺伝子支配の場合は交雑各世代で表現型に現れないため、自殖後代・近交後代を作成し遺伝子が保持されていることを確認する必要がある。
1990年代から発達してきたDNAマーカー技術を用いて、連続戻し交配で特性（遺伝子）を選抜する手法も行われるようになってきている。この場合、マーカーと遺伝子の連鎖が密接であればあるほど、遺伝子の優性・劣性を問わずに形質発現を確認することなく選抜が行える。
戻し交配は、同一の生物種の中で行われることも、野生種に存在する耐病性遺伝子を栽培品種に取り込む場合など生物種や属を超えた生物間で行われる場合もある。このとき、一回親と連続親の間での直接の交配が困難な場合など、一回親に対して橋渡しをする親を一度交配した後に、その後代に対して連続親を交配することもある。
戻し交配で導入する特徴（遺伝子）として、代表的なものには耐病性遺伝子・耐虫性遺伝子・雄性不稔遺伝子（雄性不稔細胞質への細胞質置換）と稔性回復遺伝子などがある。連続戻し交配の回数は交配組合せや目的によって異なっており、比較的少数回で終えるもの（ネリカ2-4回）、5回以上繰り返すもの（コシヒカリBL）などさまざまである。

## 参考図書
- King R.C. and W.D. Stansfield 『遺伝学用語辞典（第4版）』西郷薫、佐野弓子(訳)、東京化学同人、1993年。（第6版2005年 ISBN 978-4807906291）
- 日本育種学会編『植物育種学辞典』培風館、2005年。ISBN 978-4563077884。
- 農業・生物系特定産業技術研究機構（編著）『最新農業技術事典 』農山漁村文化協会、2006年。ISBN 978-4540051630。